# 잉글랜드의 흑사병
제2차 페스트 범유행 중 첫 유행이자 가장 심각한 유행이었던 흑사병은 1348년 6월 잉글랜드에 도달했다. 흑사병이라는 표현은 17세기 후반까지 사용되지 않았다.
아시아에서 발원한 흑사병은 무역로를 따라 유럽을 거쳐 가스코뉴로부터 잉글랜드에 도달했다. 흑사병은 벼룩에 감염된 쥐, 유럽 대륙으로부터의 감염자들에 의해 전파됐다. 쥐는 페스트균의 숙주였다.
잉글랜드에서 첫 확진자로 알려진 인물은 1348년 가스코뉴에서 도싯주 웨이머스로 온 선원이었다. 가을에는 흑사병이 런던에 도달했고 1349년 여름부터 12월에 사그라들 때까지 전국을 휩쓸었다. 20세기 초반 자료 재검토와 새로운 정보를 통해 사망자 수 최저치가 상향됐고 전 인구의 40-60%였다는 설이 널리 인정받고 있다.
잉글랜드의 흑사병은 단기적으로는 백년 전쟁 중단에, 장기적으로는 인구 감소에 의한 노동력 부족과 임금 상승에 영향을 미쳤다. 이와 같은 임금 상승 추세에 지주들이 반발하여 서민들이 거세게 반발하기도 했다. 이러한 반발로 인해 와트 타일러의 난이 발생했고, 비록 실패했지만 장기적인 면에서 봤을 때 잉글랜드에서의 봉건제 종식에 영향을 미쳤다. 흑사병은 또한 예술, 문화에도 영향을 미쳤고 베르나쿨라 사용을 촉진시켰다는 설도 있다.
1361년-1362년 잉글랜드에서 유행이 재발했는데 인구의 약 20%가 사망했다. 이후 페스트는 14세기와 15세기에 걸쳐 국지적 혹은 전국적으로 재발했다. 이후 페스트의 영향은 줄었고 런던 대역병은 잉글랜드에서의 마지막 유행이었다.

## 확산
흑사병이 브리스틀이나 햄프셔주 사우샘프턴을 통해 유입되었다는 기록도 있지만 도싯주 웨이머스가 가장 널리 인정된다.
1348년 도싯주 웨이머스로부터 흑사병이 남서부에서 빠르게 확산됐고 타격을 입은 첫 주요 도시는 브리스틀이었다. 이후 1348년 여름에서 가을에 웨이머스-윌트셔주 솔즈베리-햄프셔주 윈체스터, 글로스터셔주 글로스터셔, 해상 선박이라는 3가지 경로를 통해 런던에 도달했다. 거리가 좁고 오물이 넘쳐흐르며 주택이 과하게 밀집되어있고 환기가 잘 통하지 않았기 때문에 런던은 흑사병이 전파에 있어 최적의 장소였다. 1349년 3월까지 흑사병은 잉글랜드 남부 전역으로 퍼졌다.
1349년 상반기에 흑사병이 북쪽으로 전파됐다. 두 번째 전파는 험버강에 도착한 선박을 통해 남북으로 퍼졌다. 5월에는 요크 지역에 도달했고 여름에는 북부 지역이 황폐해졌다. 스코틀랜드의 급습을 받았던 북부 일부 지역은 흑사병에 더 취약한 상태였다.
1348년에서 1349년 사이의 겨울 동안에는 흑사병 확산이 진정되었더라도 전염이 멈추지는 않았으나 1349년 12월에는 상대적으로 정상 상태가 됐다.